# Međunarodni ured za utege i mjere
Međunarodni ured za mjere i utege (fra. Bureau international des poids et mesures, BIPM) je međunarodna organizacija za standardizaciju osnovana za održavanje međunarodnog sustava mjernih jedinica (SI). Uz njega su u istu svrhu osnovane organizacije CIPM (fra. Comité international des poids et mesures) i CGPM (fra. Conférence générale des poids et mesures).
Međunarodni ured za mjere i utege je osnovan 20. svibnja 1875. godine nakon što je isti dan potpisana Dogovor o metru. Sjedište organizacije je Pavillon de Breteuil u francuskoj općini Sèvres (predgrađe Pariza). Organizacija u svojem sjedištu uživa ekstrateritorijalni status.
Republika Hrvatska je članica Međunarodnog ureda za mjere i utege od 2008. godine.

## Vanjske poveznice
- Službena stranica